# Potnia theròn

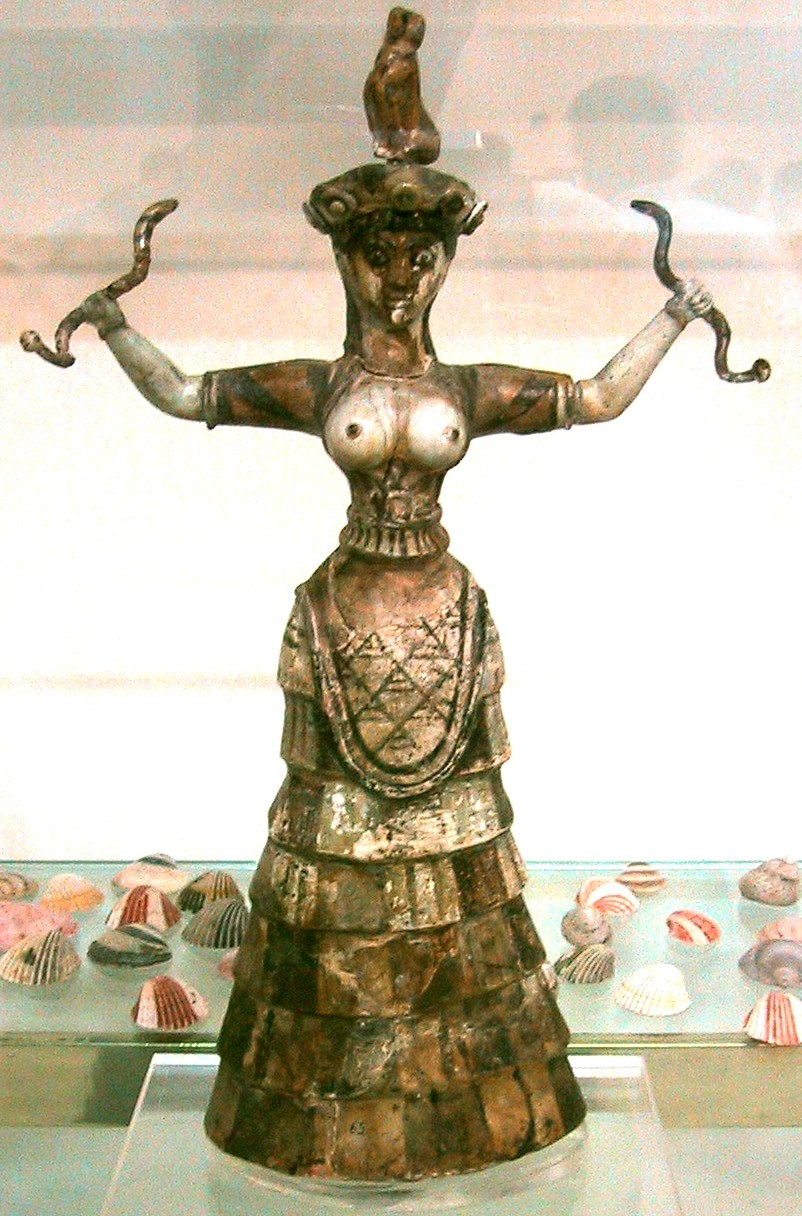
Dea (o sacerdotessa) dei serpenti, proveniente da Cnosso.

Potnia theròn (dal greco Ἡ Πότνια Θηρῶν, "Signora degli animali") è un termine usato per la prima volta da Omero (Iliade, libro XXI, v. 470) come attributo di Artemide e in seguito utilizzato per descrivere alcune divinità femminili associate con gli animali su cui erano in grado di esercitare il potere.

## Etimologia
La parola  Potnia con il significato di padrona o signora era una parola micenea ereditata dalla Grecia classica, analoga al sanscrito patnī, entrambe collegate alla radice indoeuropea *potnih2, a cui si riferisce anche il verbo latino *potere.

### Lineare B
La parola micenea in seguito passata in greco come Potnia, fu identificata in alcune tavolette scritte in Lineare B ritrovate a Cnosso e nel Palazzo di Nestore a Pilo dove compare nella forma PO-TI-NI-JA associata ad altri attributi come:
- A-TA-NA PO-TI-NI-JA (Atana Potnia, successivamente Athena Potnia)
- DA-PU-RI-TO-JO PO-TI-NI-JA (dapuritojo potinija).[5]
- A-SI-WI-JA PO-TI-NI-JA (Potnia Aswia)
- SI-TO PO-TI-NI-JA (sitos= grano)
- PO-TI-NI-JA I-QE-JA (Potnia Hikkweia o Potnia Hippeia, signora dei cavalli)

## Caratteristiche
La menzione di Omero della Potnia theròn si pensa venga riferita alla dea Artemide e Walter Burkert descrive questo appellativo come «una formula ben stabilita», infatti una divinità del tipo di Artemide “signora degli animali” viene ritenuta presente dagli studiosi sin dalle religioni preistoriche. In particolare con il nome di Potnia theròn gli studiosi indicano soprattutto una dea raffigurata nell'arte minoica, che tiene in mano dei serpenti (o altri animali) o che comunque viene raffigurata circondata da animali perlopiù selvatici.
Altra grande divinità antica associata a questo appellativo è indubbiamente la dea romana Cibele, solitamente raffigurata come circondata dalle fiere.